# Карл Рефер
Карл Георг Рефер (нім. Carl Georg Röver, 12 лютого 1889, Ольденбург — 15 травня 1942, Берлін) — партійний діяч НСДАП, гауляйтер гау Везер-Емс (1 жовтня 1928 — 15 травня 1942), рейхсштатгальтер Ольденбурга (5 травня 1942 — 15 травня 1942), обергруппенфюрер СА (9 листопада 1938).

## Біографія
Карл Рефер був сином продавця і торгового агента Гергарда Рефера. Після навчання в народній і середній школі в Ольденбурзі отримав торгову освіту в кавовій фірмі в Бремені. З 1911 по 1913 рік працював торговим агентом в німецькій колонії в Камеруні, де захворів на малярію, від наслідків якої страждав усе життя.
У серпні 1914 року після початку Першої світової війни Рефер пішов добровольцем в 233-й піхотний полк, унтер-офіцер. З середини 1916 до 9 листопада 1918 року служив у відділі пропаганди Верховного командування армії. Після демобілізації працював на адміністративних посадах в промисловості. У початку 1923 року вступив у НСДАП. Під час заборони НСДАП був головою місцевого осередку (ортсгрупи) Народно-соціального блоку в Ольденбурзі. 13 липня 1925 року вдруге вступив в НСДАП (партквиток № 10 545), організував нацистську ортсгруппу в Ольденбурзі. З 1926 року — керівник районної організації НСДАП (крайсляйтер). У травні 1928 року обраний в ландтаг Ольденбурга. З 1 жовтня 1928 року — гаулейтер Везер-Емса, що включав Ольденбург і Бремен. 14 вересня 1930 року обраний депутатом Рейхстагу від Везера-Емса. 16 вересня 1932 року стало міністр-президентом (прем'єр-міністром) Вільної держави Ольденбург, будучи на той момент другим нацистським міністром-президентом в Німеччині. 5 травня 1933 був призначений імперським намісником Ольденбурга. З 22 вересня 1939 року — імперський комісар оборони 11-го військового округу.
Рефер був переконаним антисемітом, расистом і антидемократом. У 1936 році Міністерство церков і шкіл Ольденбурга видало указ, який наказував прибрати католицькі хрести з усіх державних будівель і католицьких конфесійних шкіл і тільки протести католицької громадськості змусили Рефера скасувати цей указ. На своєму посту Рефер зіграв свою роль в злочинах Голокосту, оскільки особисто підписував накази щодо висилки євреїв з Бремена.
Взимку 1937 року Рефер потрапив в автомобільну катастрофу, і хоча не отримав серйозних пошкоджень, він дуже повільно видужував через наслідки захворювання малярією. Пізніше у нього діагностували прогресивний параліч (сифіліс мозку).
На своєму посту Рефер тримався досить незалежно, відмовляючись сліпо підкорятися главі Партійної канцелярії Мартіну Борману. За допомогою свого секретаря Генріха Валькенгорста Рефер склав меморандум про стан справ в НСДАП і пропонував шляхи вирішення внутрішньопартійних конфліктів. Крім того, в меморандумі він виклав свої уявлення про реструктуризацію Третього Рейху після Другої світової війни.
За два тижні до смерті, повернувшись з Берліна, Рефер повідомив дружині і дочці, що посварився з Генріхом Гіммлером і Йозефом Геббельсом, що «Берлін — це свинарник, ми програємо війну» (Berlin ist ein Saustall, wir werden den Krieg verlieren). Пізніше Рефер заявив, що збирається відвідати Ставку фюрера, а потім провести переговори з прем'єр-міністром Великої Британії Вінстоном Черчиллем. Після цього за наказом Адольфа Гітлера його забрали в Берлін і помістили в клініку Шаріте. 13 травня 1942 року за розпорядженням Гітлера його лейб-медик Карл Брандт і директор психіатрично-неврологічної клініки Шаріте Макс де Крініс провели експертизу, за підсумками якої заявили про швидко прогресуюче слабоумство Рефера. Після введення ін'єкцій скополоміну і морфію через два дні Рефер помер. Хоча за офіційною версією він помер від серцевого нападу на тлі запалення легенів, після його смерті продовжували ходити чутки про навмисне вбивство. Рефер був урочисто похований в Ольденбурзі з великими державними почестями. У церемонії похорону брали участь Адольф Гітлер, Альфред Розенберг та інші нацистські бонзи. 

## Сім'я
У 1915 році одружився з Марією Герміною Теббіт, від якої мав двох синів і дочку. Один його син помер при народженні, другий  у віці двох років. Через рік після смерті першої дружини в 1922 році він одружився з Ірмою Кеммлер, від якої не мав дітей.

## Нагороди
- Золотий партійний знак НСДАП
- Почесний хрест ветерана війни з мечами
- Генеральний знак гау
- Почесний громадянин міст Бремергафен, Мелле і Ольденбург (1937) — після Другої світової війни позбавлений.

## Вшанування пам'яті
На згадку про Рефера в Ольденбурзі були перейменовані деякі вулиці. Після вийни британська окупаційна влада повернула вулицям старі назви.